# OR13D1
OR13D1 (англ. Olfactory receptor family 13 subfamily D member 1) – білок, який кодується однойменним геном, розташованим у людей на короткому плечі 9-ї хромосоми. Довжина поліпептидного ланцюга білка становить 346 амінокислот, а молекулярна маса — 39 125.
| 10         |  | 20         |  | 30         |  | 40         |  | 50         |
| ---------- |  | ---------- |  | ---------- |  | ---------- |  | ---------- |
| MYRFTDFDVS |  | NISIYLNHVL |  | FYTTQQAGDL |  | EHMETRNYSA |  | MTEFFLVGLS |
| QYPELQLFLF |  | LLCLIMYMII |  | LLGNSLLIII |  | TILDSRLHTP |  | MYFFLGNLSF |
| LDICYTSSSI |  | PPMLIIFMSE |  | RKSISFIGCA |  | LQMVVSLGLG |  | STECVLLAVM |
| AYDHYVAICN |  | PLRYSIIMNG |  | VLYVQMAAWS |  | WIIGCLTSLL |  | QTVLTMMLPF |
| CGNNVIDHIT |  | CEILALLKLV |  | CSDITINVLI |  | MTVTNIVSLV |  | ILLLLIFISY |
| VFILSSILRI |  | NCAEGRKKAF |  | STCSAHSIVV |  | ILFYGSALFM |  | YMKPKSKNTN |
| TSDEIIGLSY |  | GVVSPMLNPI |  | IYSLRNKEVK |  | EAVKKVLSRH |  | LHLLKM     |

A: Аланін

C: Цистеїн

D: Аспарагінова кислота

E: Глутамінова кислота

F: Фенілаланін

G: Гліцин

H: Гістидин

I: Ізолейцин

K: Лізин

L: Лейцин

M: Метіонін

N: Аспарагін

P: Пролін

Q: Глутамін

R: Аргінін

S: Серин

T: Треонін

V: Валін

W: Триптофан

Кодований геном білок за функціями належить до рецепторів, g-білокспряжених рецепторів, білків внутрішньоклітинного сигналінгу. 
Локалізований у клітинній мембрані, мембрані.